# 대한민국 아침뉴스
《대한민국 아침뉴스》는 매일 아침 6시에 방송되는 YTN의 뉴스 프로그램이다.

## 앵커
- 나연수
- 박석원

## 기상캐스터
- 박희원
- 박현실
- 유다현

## 타이틀 변천사
| 역대 | 타이틀            | 방송 기간                         |
| ---- | ----------------- | --------------------------------- |
| 1기  | 대한민국 아침뉴스 | 2017년 1월 31일 ~ 2018년 12월 2일 |

## 경쟁 뉴스 프로그램
- KBS 뉴스광장
- MBC 뉴스투데이
- SBS 모닝와이드
- 출발 640
- JTBC 뉴스 아침&
- 굿모닝 MBN
- 뉴스퍼레이드